# Z pódia
Z pódia s podtitulem On The Road 2008 (2008) je krátké koncertní DVD Jaromíra Nohavici, které poskytl zdarma na svých webových stránkách jako vánoční dárek pro své fanoušky. Obsahuje 10 písniček nahraných během jeho zahraničního turné po Anglii, Irsku, Kanadě a USA ve dnech 1. – 28. října 2008.
Album je možné stáhnout jako soubor ISO a poté vypálit na DVD.

## Seznam písniček
1. Hlídač krav – Londýn, 3. října 2008
2. Dokud se zpívá – Dublin, 5. října 2008
3. Ostravo – Cork, 7. října 2008
4. Svět je malý pomeranč – Toronto, 9. října 2008
5. Prošel jsem hlubokým lesem – Chicago, 11. října 2008
6. Ježíšek – Denver, 18. října 2008
7. Mařenka – Los Angeles, 21. října 2008
8. Amerika – San Francisco, 23. října 2008
9. Rakety – New York, 25. října 2008
10. Kejklíři – Londýn, 3. října 2008